# Ԇ
Ԇ, ԇ (в Юникоде называется коми дзе) — буква кириллицы. Использовалась в алфавите В. А. Молодцова — первом из официально утверждённых алфавитов письменности коми, действовавшим в 1918—1932 и 1936—1938 годах; где была 12-й буквой по счёту. Обозначает звук [d͡zʲ]. Происходит от буквы кириллицы З.

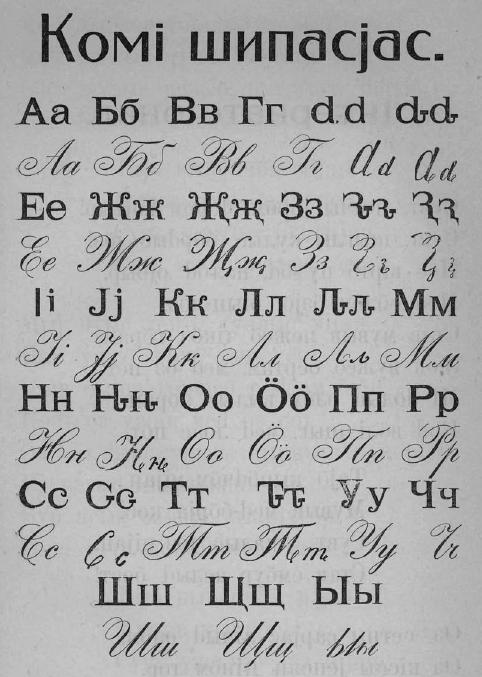
Алфавит Молодцова